# Temptation Island
Temptation Island är en dokusåpa som utspelar sig på olika exotiska öar. Serien hade premiär 2001 i USA och senare samma år i Sverige.
I dokusåpan får ett antal par tillbringa tre veckor veckor tillsammans med ogifta personer och på så sätt testa styrkan i sina relationer.
Programmet har även fått skandinavisk version med Pontus Gårdinger (2001) och Martin Björk (2002) som programledare och sändes på Kanal5.
Dokusåpan fick en nypremiär i Kanal5 i oktober 2017 men nu med Sofia Wistam som programledare och enbart svenska deltagare.